# Montechiaro d'Asti
Montechiaro d'Asti est une commune italienne de la province d'Asti, dans la région Piémont.

## Histoire
La commune possède une très belle église romane située à environ deux kilomètres du centre du village: l'église San Nazario e San Celso.

## Administration
| Période                                  | Période | Identité | Étiquette | Qualité |
| ---------------------------------------- | ------- | -------- | --------- | ------- |
|                                          |         |          |           |         |
| Les données manquantes sont à compléter. |         |          |           |         |

### Communes limitrophes
Camerano Casasco, Chiusano d'Asti, Cortanze, Cossombrato, Cunico, Montiglio Monferrato, Soglio, Villa San Secondo.

## Personnalités liées à la commune
- Giovanni Pastrone (1883 – 1959) né à Montechiaro d'Asti est un réalisateur du cinéma muet italien et l'inventeur du travelling.